# Răduțești, Mehedinți
Răduțești este un sat în comuna Butoiești din județul Mehedinți, Oltenia, România.